# Artëm Vesëlyj
Artëm Vesëlyj, in russo Артём Весёлый?, pseudonimo di Nikolaj Ivanovič Kočkurov (Samara, 17 settembre 1899 – Samara, 8 aprile 1939), è stato uno scrittore russo.
Nei suoi romanzi e racconti ha dato un'immagine estremamente viva dell'elementare spontaneità della Rivoluzione in una prosa che, tesa nella sperimentazione di un linguaggio nuovo e polifonico, risente dello stile di Belyj e di Pil'njak. Morì fucilato nel periodo delle purghe staliniane.

## Opere
- Fiumi di fuoco, romanzo del 1924
- Paese natio, del 1926
- Russia lavata nel sangue, del 1929-1932